# Janet (compagnie aérienne)
Janet, parfois appelée Janet Airlines, est le nom officieux donné à une flotte classifiée d'avions de passagers exploités pour le département de la Force aérienne des États-Unis  en tant que navette pour le transport d'employés militaires et d'entrepreneurs. Le but de cette compagnie est de récupérer les employés à l’aéroport proche de leurs domiciles et de les emmener sur leur lieu de travail. Dans l'après-midi, ils amènent les employés à leurs aéroports d'origine. La compagnie aérienne dessert principalement le site d’essais du Nevada (notamment la zone 51 et la zone de test de Tonopah), à partir d'un terminal privé à l'aéroport international Harry-Reid de Las Vegas.
Les avions de la compagnie ne sont généralement pas marqués, mais ont cependant une bande de peinture rouge le long des hublots de l'avion, ce qui montre que l’appareil est exploité par Janet.

## Histoire
L'indicatif d'appel « Janet » de la flotte signifierait « Just Another Non-Existent Terminal » (Juste un autre terminal non existant), ou « Joint Air Network for Employee Transportation » (Réseau aérien pour le transport d’employés) .
Après la fusillade de Las Vegas en octobre 2017, des informations sont apparues que le tireur, en plus de tirer sur des spectateurs, aurait également visé des réservoirs de carburant dédiés à l’aviation à l'aéroport international McCarran à proximité. D'autres rapports du New York Post suggèrent un lien possible entre les réservoirs de carburant et des opérations de la compagnie Janet. 
En 2023, la U.S. Air Force lance un appel d'offres pour la maintenance de ses six Boeing et cinq Beechcraft King Airs. L'exploitation de la ligne était historiquement assurée par EG&G, devenue filiale d'URS Corporation et Aecom. 

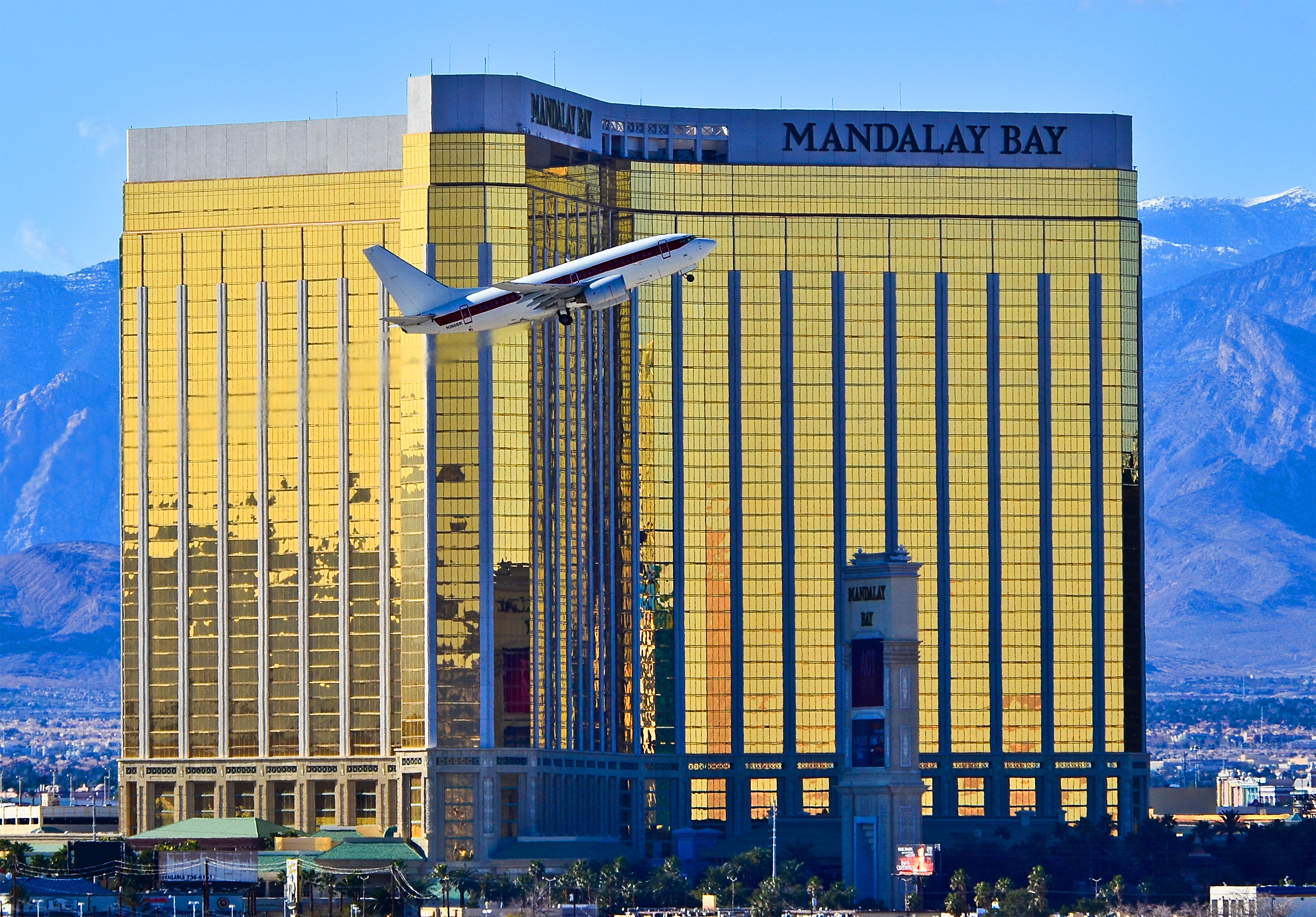
Un Boeing 737-66N de Janet devant le Mandalay Bay Hotel.

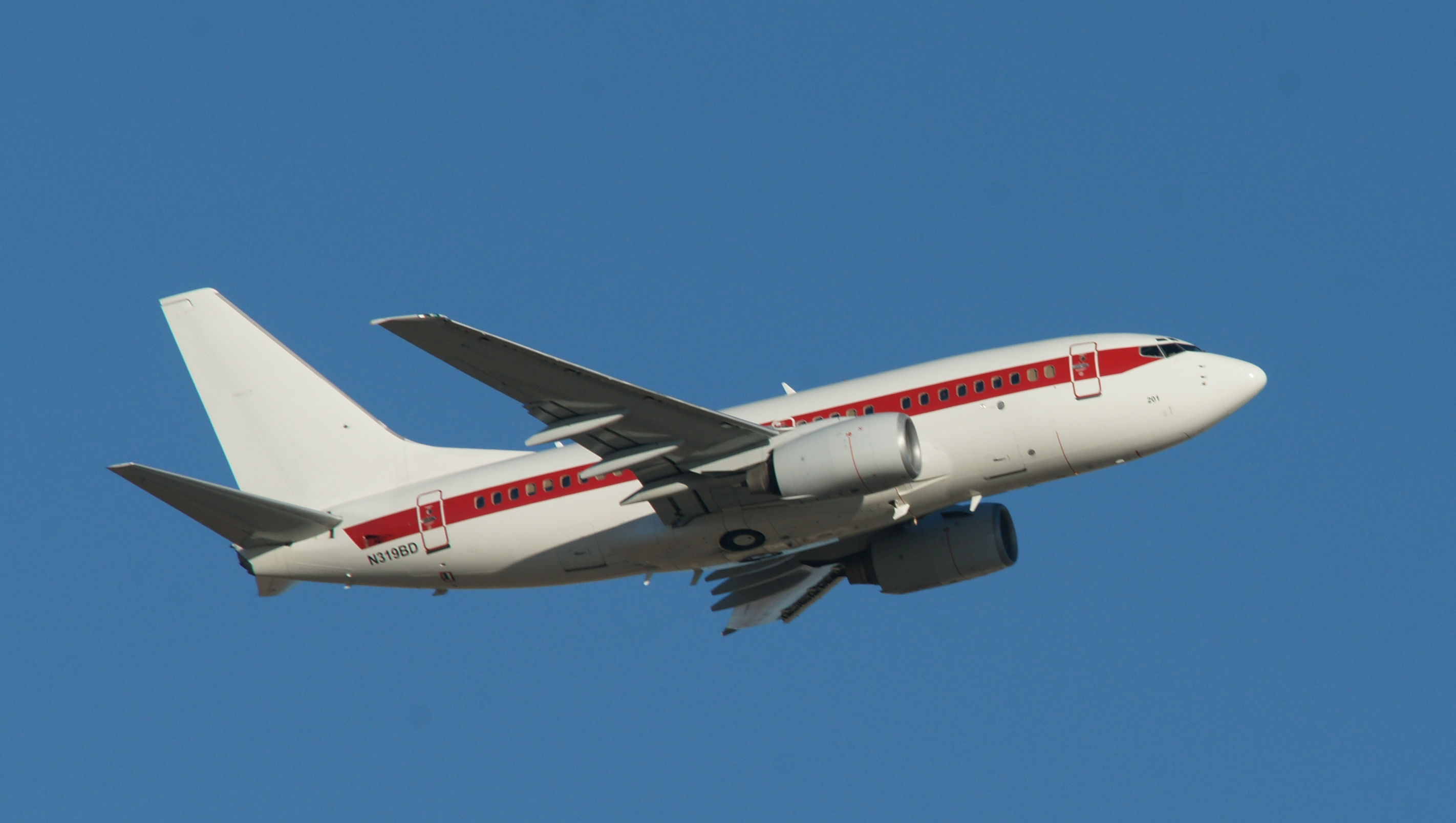
Un Boeing 737-600 de Janet.

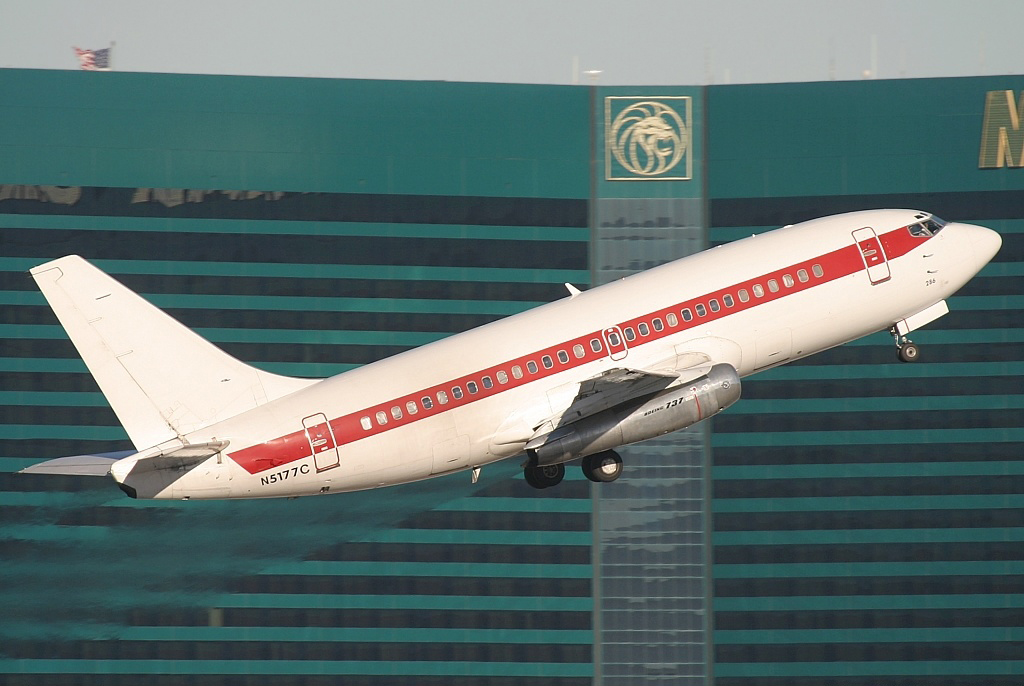
Un Boeing 737-200 de Janet au départ de l'aéroport international McCarran de Las Vegas, avec le MGM Grand Las Vegas en arrière-plan.

## Opérations
En raison de la nature secrète de la compagnie aérienne, on sait très peu de choses sur son fonctionnement. Elle est exploitée pour l’USAF par la structure AECOM via son acquisition de URS Corporation, qui acquit les services techniques de EG&G en 2002, comme dérivé de l’histoire de URS offrant ce service à l’Air Force et des offres d'emploi publiées par URS. Par exemple, en 2010, URS a annoncé qu'il embaucherait des agents de bord pour Boeing 737 basés à Las Vegas, obligeant les candidats à subir une enquête de fond sur un seul champ afin de pouvoir obtenir une habilitation de sécurité Top Secret. Plus récemment, AECOM a affiché des ouvertures similaires. 
En raison de position secrète, Janet Airlines fait embarquer dans une partie spéciale de l' aéroport international Harry-Reid (anciennement McCarran). Les passagers embarquent du côté ouest de l’aéroport, à côté du parking pour passager de Janet Airlines. Il y a même un petit terminal pour les passagers[source insuffisante]. 
Les vols de Janet sont notés avec un numéro de vol à trois chiffres et le préfixe WWW. Dans la publication officielle des codes des compagnies aériennes de l'OACI, cet identifiant spécifique à trois lettres est répertorié comme étant bloqué. L'indicatif d'appel officiel de la compagnie aérienne est simplement Janet. Cependant, la compagnie aérienne utilise également différents indicatifs, appelés Groom Callsigns une fois transférés du contrôle de Nellis à Groom Lake. Le nom de l'indicatif changerait et le nouvel indicatif sera les 2 derniers chiffres du numéro de vol +15. Par exemple, si le numéro de vol était Janet 412 et était transféré au contrôle de Groom Lake, le nouvel indicatif serait quelque chose comme «Bunny 27».

### Codes de destinations
En raison du secret de la compagnie aérienne, Janet Airlines utilise des codes spéciaux pour leurs destinations dans le but de les masquer. Tous les codes ne sont pas connus. Cependant, les éléments suivants sont répertoriés : 
| Aéroport                        | Code      |
| ------------------------------- | --------- |
| Air Force Plant 42              | Station 1 |
| Aéroport régional de Palmdale   | Station 1 |
| Lac Groom                       | Station 3 |
| Inconnue                        | Station 6 |
| Aéroport de Test de Tonopah     | Station 7 |
| Aéroport international McCarran | Station 9 |